# Alison Snowden
Pour les articles homonymes, voir Snowden.
Alison Snowden est une scénariste, réalisatrice, actrice et productrice britannique, née le 4 avril 1958 à Nottingham (Royaume-Uni).

## Filmographie

### Comme scénariste
- 1987 : People and Science: A Test of Time
- 1989 : In and Out
- 1993 : Deadly Deposits
- 1993 : Bob's Birthday

### Comme réalisatrice
- 1985 : Second Class Mail
- 1987 : People and Science: A Test of Time
- 1987 : George and Rosemary
- 1989 : In and Out
- 1993 : Bob's Birthday

### Comme actrice
- 1993 : Bob's Birthday : Margaret Fish (voix)
- 1997 : O Canada (série télévisée) (voix)
- 1998 : Bob et Margaret ("Bob and Margaret") (série télévisée) : Margaret Fish (voix)

### Comme productrice
- 1985 : Second Class Mail
- 1993 : Bob's Birthday

## Distinctions
Elle remporte l'Oscar du meilleur court métrage d'animation en 1995 pour Bob's Birthday.